# Pink Friday: Roman Reloaded – The Re-Up
Pink Friday: Roman Reloaded – The Re-Up é a reedição do segundo álbum de estúdio da rapper trinidiana-americana Nicki Minaj, Pink Friday: Roman Reloaded (2012). Foi lançado em 19 de novembro de 2012 em conjunto pela Young Money Entertainment, pela Cash Money Records e pela Republic Records. Lançado sete meses após o original, The Re-Up apresenta oito canções inéditas e um exclusivo DVD de bastidores. O novo material incorpora o hip hop e R&B como estilos musicais. Minaj é creditada também como co-produtora executiva, ao lado de Boi-1da, T-Minus, e Juicy J.
Após a seu lançamento, o álbum recebeu opiniões favoráveis dos críticos profissionais sobre música, que elogiaram a volta de Minaj ao estilo musical de seus trabalhos anteriores. Seus três singles "The Boys", "Freedom" e "High School" atingiram, respectivamente, as posições 41, 31 e 28 na parada musical norte-americana Billboard Hot R&B/Hip-Hop Songs durante a promoção do álbum. "High School", especificamente, chegou ao número 68 em outra parada da Billboard, a Hot 100. O álbum foi, adicionalmente, promovido através da Pink Friday: Reloaded Tour e pela apresentação de "Freedom" no American Music Awards.

## Antecedentes
Em abril de 2012, Minaj lançou seu segundo álbum de estúdio Pink Friday: Roman Reloaded, que fora gravado entre 2011 e início de 2012, e na produção, colaboraram diferentes profissionais, incluindo Alex da Kid, David Guetta, Dr. Luke, Hit-Boy e RedOne. Depois de seu lançamento, Pink Friday: Roman Reloaded tornou-se um sucesso comercial em todo o mundo e chegou ao número um nas paradas musicais UK Albums Chart e Billboard 200 dos Estados Unidos. Foi recebido de forma mista pela crítica profissional, alcançando no agregador "Metacritic" uma média de 60/100, baseando-se em 30 opiniões. O primeiro single, "Starships", tornou-se a canção mais bem-sucedida de Minaj até então, tornando-se um dos singles mais vendidos de todos os tempos e fazendo história na Billboard americana ao estrear entre as dez canções mais bem-sucedidas e permanecer por um total de 21 semanas consecutivas na Hot 100.
Nos MTV Video Music Awards, em setembro de 2012, Minaj anunciou a reedição do Pink Friday: Roman Reloaded, com o subtítulo The Re-Up, comentando: "Eu estou colocando várias músicas novas lá e eu estou planejando em lançar meu novo single na próxima semana. Barbz(como é chamado os fãs de Minaj), vocês vão ficar loucos, vocês vão adorar, vocês vão enlouquecer!". A obra foi lançada no mês seguinte, junto com o videoclipe da canção "I Am Your Leader". Em novembro, ela contou que a expansão contaria com um disco adicional de oito canções inéditas e um DVD com imagens exclusivas dos bastidores para complementar a edição padrão do álbum original. Mais tarde, naquele mês, o projeto serviu como foco principal do seu documentário de três partes E! Nicki Minaj: My Truth.

## Material novo
Minaj comentou no programa de rádio On Air with Ryan Seacrest que sentia que a música seria "a melhor representação" do momento que estava vivendo como artista. Grande parte do material novo incorpora hip hop e R&B como estilo musical, vistos anteriormente em mixtapes de Minaj. A faixa de abertura "Up In Flames" apresenta "uma batida lenta, pesada e melodramática", onde Minaj fala da sua riqueza e faz observações negativas dirigidas a seus adversários. A segunda música, "Freedom", foi comparada com o material do seu primeiro álbum, Pink Friday (2010), por utilizar uma produção mínima e apresentar uma reflexão sobre a ascensão de Minaj à proeminência. A terceira canção, "Hell Yeah", conta com a colaboração de Parker, e é também uma crítica aos oponentes de Minaj. Ela faz referência à popular tensão entre Minaj e Mariah Carey durante as filmagens do American Idol - "Mas eu sou rápida para descobrir se uma vadia está fora de controle" - e também às pessoas do reality - "Grite: Mike Darnell e Nigel [Lythgoe] /Por que essas vagabundas são tão loucas e se acham uma rainha no Idol".
A quarta faixa "High School", tem participação do rapper Lil Wayne, e discute os desejos sexuais de um homem que estava na prisão. A quinta música "I'm Legit", com Ciara, foi caracterizada por ter "rimas mal-humoradas" e por estar "preparada para [tocar] nas ruas e nos clubes". A sexta canção, "I Endorse These Strippers", traz Tyga e Brinx; com sua letra descrita por Sal Cinquemani da revista Slant como "menos inteligente do que cliché". A sétima canção "The Boys", com Cassie, incorpora influências de hip hop e electropop, e tem sido chamada de "hino das garotas". A faixa final, "Va Va Voom", foi previamente incluída na versão deluxe original do álbum anterior, e também contém um estilo electropop.

## Singles
"The Boys", uma colaboração com Cassie, foi lançada como o primeiro single de The Re-Up em 13 de setembro de 2012. Atingiu a posição 41 da parada musical americana Billboard Hot R&B/Hip-Hop Songs, e seu vídeo foi lançado através do Vevo em 18 de outubro do mesmo ano. "Freedom" foi lançada em seguida, em 3 de novembro de 2012, alcançando o número 31 na R&B/Hip-Hop Songs.O videoclipe da canção foi lançado no programa 106 & Park em 19 de novembro do mesmo ano. O terceiro single, "High School", uma colaboração com Lil Wayne, foi liberado nas rádios em 16 de abril de 2013 e atingiu a posição 28 na Billboard Hot R&B/Hip-Hop Songs e 68 no Hot 100. Seu videoclipe foi liberado em 2 de abril na MTV.

## Faixas
| Disco 1 - The Re-Up |                                                       |                                                                                  |                              |         |  |
| N.º                 | Título                                                | Compositor(es)                                                                   | Produtor(es)                 | Duração |  |
| 1.                  | "Up In Flames"                                        | Onika Maraj, Matthew Samuels, Zale Epstein, Stephen Kozmeniuk, Brett Ryan Kruger | Boi-1da, The Maven Boys*     | 5:05    |  |
| 2.                  | "Freedom"                                             | Maraj, Samuels, Matthew Burnett                                                  | Boi-1da, The Maven Boys*     | 4:47    |  |
| 3.                  | "Hell Yeah" (com Parker)                              | Maraj, Ighile                                                                    | Parker Ighile                | 4:11    |  |
| 4.                  | "High School" (com Lil Wayne)                         | Maraj, Dwayne Carter, Jr., Samuels, Tyler Williams                               | Boi-1da, T-Minus             | 3:38    |  |
| 5.                  | "I'm Legit" (com Ciara)                               | Maraj, Ester Dean, Melvin Hough II, Keith Thomas, Rivelino Raoul Wouter          | Mel & Mus                    | 3:18    |  |
| 6.                  | "I Endorse These Strippers" (com Tyga & Thomas Brinx) | Maraj, Michael Foster, Jawara Headley, Jordan Houston, Michael Stevenson         | Juicy J, Crazy Mike          | 4:22    |  |
| 7.                  | "The Boys" (com Cassie)                               | Minaj, Jonas Jeberg, Jean Baptiste, Lillianna Saldaña, Anjulie Persaud           | Jeberg, Baptiste*            | 4:08    |  |
| 8.                  | "Va Va Voom"                                          | Maraj, Gottwald, Allan Grigg, Max Martin, Walter                                 | Dr. Luke, Kool Kojak, Cirkut | 3:02    |  |
| Duração total:      | Duração total:                                        | Duração total:                                                                   | Duração total:               | 32:31   |  |

| Disco 2 – The Re-Up DVD |                            |         |  |
| N.º                     | Título                     | Duração |  |
| 1.                      | "Come On a Cone"           | 4:05    |  |
| 2.                      | "Make Me Pround"           | 3:05    |  |
| 3.                      | "Roman's Revenge"          | 3:33    |  |
| 4.                      | "Fire Burns"               | 4:28    |  |
| 5.                      | "Save Me"                  | 3:13    |  |
| 6.                      | "Facts of Lige"            | 3:16    |  |
| 7.                      | "Broken Silence"           | 4:56    |  |
| 8.                      | "Moment 4 Life"            | 4:25    |  |
| 9.                      | "Starships"                | 3:27    |  |
| 10.                     | "Up All Night"             | 3:30    |  |
| 11.                     | "Party Animal Beat"        | 3:25    |  |
| 12.                     | "One of Those Nights Beat" | 3:15    |  |
| 13.                     | "End of Worlds Beat"       | 3:18    |  |
| 14.                     | "The W Beat"               | 3:47    |  |
| 15.                     | "Yardie Beat"              | 3:16    |  |
| 16.                     | "Prosty Beat"              | 3:06    |  |
| 17.                     | "Water Logged Beat"        | 2:59    |  |
| 18.                     | "Gotta Ball Beat"          | 4:39    |  |
| 19.                     | "Untitled"                 | 3:16    |  |
| Duração total:          | Duração total:             | 68:59   |  |

| Disco 3 – Pink Friday: Roman Reloaded |                                               |                                                                                 |                                           |         |  |
| N.º                                   | Título                                        | Compositor(es)                                                                  | Produtor(es)                              | Duração |  |
| 1.                                    | "Roman Holiday"                               | Onika Maraj, Winston Thomas, Larry Nacht, Safaree Samuels                       | Blackout, Pink Friday Productions         | 4:05    |  |
| 2.                                    | "Come on a Cone"                              | Maraj, Chauncey Hollis                                                          | Hit-Boy                                   | 3:05    |  |
| 3.                                    | "I Am Your Leader" (com Cam'ron e Rick Ross)  | Maraj, Hollis, William Roberts II, Cameron Giles                                | Hit-Boy                                   | 3:33    |  |
| 4.                                    | "Beez in the Trap" (com 2 Chainz)             | Maraj, Maurice Jordan, Tauheed Epps                                             | Kenoe                                     | 4:28    |  |
| 5.                                    | "HOV Lane"                                    | Maraj, Ryan Marrone, Garrick Smith, Samuels                                     | Ryan & Smitty                             | 3:13    |  |
| 6.                                    | "Roman Reloaded" (com Lil Wayne)              | Maraj, Samuels, Dwayne Carter, Ricardo Lamarre                                  | Rico Beats, Pink Friday Productions       | 3:16    |  |
| 7.                                    | "Champion" (com Nas, Drake e Young Jeezy)     | Maraj, Tyler Williams, Nikhil Seethram, Aubrey Graham, Jay Jenkins, Nasir Jones | T-Minus, Seethram*                        | 5:09    |  |
| 8.                                    | "Right by My Side" (com Chris Brown)          | Maraj, Andrew Wansel, Warren Felder, Ester Dean, J. Roberts, R. Colson          | Andrew "Pop" Wansel, Oak, Flippal23*      | 4:25    |  |
| 9.                                    | "Sex in the Lounge" (com Lil Wayne e Bobby V) | Maraj, E. Wilson, M. Hall, Dwayne Carter, Bobby Wilson, Safaree Samuels         | M.E. Productions, Pink Friday Productions | 3:27    |  |
| 10.                                   | "Starships"                                   | Maraj, Nadir Khayat, Carl Falk, Rami Yacoub, Wayne Hector                       | RedOne, Rami, Falk                        | 3:30    |  |
| 11.                                   | "Pound the Alarm"                             | Maraj, Khayat, Falk, Yacoub, Bilal Hajji, Achraf Jannusi                        | RedOne, Falk, Rami                        | 3:25    |  |
| 12.                                   | "Whip It"                                     | Maraj, Khayat, Alex Papaconstantinou, B. Djupstom, Hajji, Hector                | RedOne, Alex P                            | 3:15    |  |
| 13.                                   | "Automatic"                                   | Maraj, Khayat, J. Thornfeldt, G. Sandell                                        | RedOne, Jimmy Joker                       | 3:18    |  |
| 14.                                   | "Beautiful Sinner"                            | Maraj, Alexander Grant, Ester Dean                                              | Alex Da Kid                               | 3:47    |  |
| 15.                                   | "Marilyn Monroe"                              | Maraj, Daniel James, Leah Haywood, R. Golan, Jonathan Rotem                     | J. R. Rotem, Dreamlab*                    | 3:16    |  |
| 16.                                   | "Young Forever"                               | Maraj, Lukadz Gottwald, K. Sheehan, Henry Walter                                | Dr. Luke, Cirkut                          | 3:06    |  |
| 17.                                   | "Fire Burns"                                  | Maraj, Wansel, Felder                                                           | Wansel, Oak                               | 2:59    |  |
| 18.                                   | "Gun Shot" (com Beenie Man)                   | Maraj, Daniel Johnson, Moses Davis, C. Grossett                                 | Kane Beatz                                | 4:39    |  |
| 19.                                   | "Stupid Hoe"                                  | Maraj, Tina Dunham, Samuels                                                     | DJ Diamond Kuts, Pink Friday Productions  | 3:16    |  |
| Duração total:                        | Duração total:                                | Duração total:                                                                  | Duração total:                            | 68:59   |  |

Nota: Todos os produtores com (*) são denotados como co-produtores.

## Repercussão

### Análise da crítica
| Críticas profissionais | Críticas profissionais |
| Avaliações da crítica  | Avaliações da crítica  |
| Fonte                  | Avaliação              |
| ---------------------- | ---------------------- |
| Allmusic               | [ 1 ]                  |
| Boston Phoenix         | [ 35 ]                 |
| The Independent        | [ 36 ]                 |
| Los Angeles Times      | [ 21 ]                 |
| Slant Magazine         | [ 23 ]                 |

No Metacritic, que atribui uma avaliação média dos comentários realizados por críticos musicais, Pink Friday: Roman Reloaded - The Re-Up recebeu uma média de 72/100, o que indica "resenhas favoráveis", baseando-se em oito comentários. David Jeffries do Allmusic falou que "Roman Reloaded agora ficou mais equilibrado com esse EP de oito faixas com material que equilibrou [o antigo]", acrescentando que as faixas adicionais e o DVD eram "mais completos" do que o material original. Dan Weiss do Boston Phoenix elogiou o rap de Minaj, comentando que "uma rapper que rima 'fri-vo-lo' com 'po-lí-ga-mo' esta rimando bem como sempre". Gerrick D. Kennedy, do The Los Angeles Times, observaria a variedade de gêneros incorporados na reedição, dizendo: "Claro, [Minaj] flerta com o dance-pop e baladas de R&B, mas você pode perdoá-la por querer satisfazer diferentes gostos. Aqui, [a tentativa] realmente funciona".
A resenha de Andy Gill, do The Independent, não foi positiva. Comentando que sentia que o material era genérico, afirmou que a reedição "não acrescentava muito experiência à Minaj". A revista Slant, através do jornalista Sal Cinquemani, criticou o conteúdo lírico e os convidados especiais, acrescentando que "enquanto [Minaj] continua a se comparar a Jesus, nós provavelmente não devemos prender a respiração". Kyle Anderson da Entertainment Weekly colocou o álbum no número dois na sua lista dos "Piores álbuns do ano", escrevendo que o álbum era "desalmado, preguiçoso, e totalmente desnecessário".

### Desempenho comercial
Entrando nas paradas musicais juntamente com o Pink Friday: Roman Reloaded, The Re-Up vendeu 36 mil cópias na primeira semana e subiu setenta e nove posições na Billboard 200, da 107 para a 29. Até janeiro de 2013, Pink Friday: Roman Reloaded - The Re-Up já havia acumulado 797 mil cópias em todo o mundo. Na Nova Zelândia, o álbum se uniu a Roman Reloaded e estreou em 21º lugar.
Minaj comentou sobre a disponibilidade limitada do álbum: "é difícil conseguir o álbum porque as lojas disseram que os últimos relançamentos que foram postos à venda não tiveram bom desempenho e eles não querem se arriscar. A Target e o Walmart não estão vendendo o álbum. A Target, na verdade, é a maior responsável pelas minhas vendas, sempre foi. Best Buy pegou um estoque limitado porque não queriam correr risco. Eles que definem". Walmart respondeu às declarações afirmando que não disponibiliza álbuns com o selo Parental Advisory, enquanto Target venderia o disco em seu site.

## Paradas musicais
| Paradas (2012)                               | Maior posição |
| -------------------------------------------- | ------------- |
| Bélgica - Belgian Albums Chart (Flanders)[A] | 84            |
| Bélgica - Belgian Albums Chart (Wallonia)[A] | 118           |
| Espanha - PROMUSICAE[A]                      | 97            |
| Estados Unidos - Billboard 200[A]            | 29            |
| França - France Albums Chart[A]              | 80            |
| Nova Zelândia - New Zealand Albums Chart[A]  | 21            |
| Países Baixos - Dutch Albums Chart[A]        | 79            |

| Paradas (2012)                      | Maior posição |
| ----------------------------------- | ------------- |
| Austrália - Australian Albums Chart | 48            |

Notas
- A↑  Nestes territórios, The Re-Up foi fundido com Pink Friday: Roman Reloaded nas paradas musicas, assim, re-entrou nos gráficos como um lançamento.

## Créditos
Créditos adaptados do Allmusic.
| - Onika Maraj: vocalista, compositora, co-produtora executiva - Stephen Kozmeniuk: compositor, produtor, sintetizador, violão, viola, órgão, engenharia, sinos - Matthew Samuels (Boi-1da): compositor, produtor, mixagem, bateria - Brett Ryan Kruger: compositor, piano, palmas - Zale Epstein: compositor, programação de bateria - The Maven Boys: produtor adicional - Chris Athens: masterenização - Ariel Chobaz: mixagem, gravação - Rene Rowe: vocalista - Amoy Levy: vocalista - Matthew Burnett: compositor, co-produtor - LeKeisha Renee Lewis: vocalista adicional - Candace Marie Wakefield: vocalista adicional - Parker Ighile: vocalista, compositor, produtor, gravação, mixagem - Dwayne Carter (Lil Wayne): vocalista, compositor, produtor executivo - Tyler Williams (T-Minus): compositor, produtor - Michael “Banger” Cadahia: gravação - Ester Dean: compositora - Melvin Hough II: compositor - Rivelino Raoul Wouter: compositor - Keith Thomas: compositor - Mel & Mus: produtores - Aubry “Big Juice” Delaine: mixagem - Michael Stevenson (Tyga): vocalista, compositor - Jordan Houston (Juicy J): compositor, produtor - Jawara Headley: compositor - Michael Foster (Crazy Mike): compositor, produtor - Jess Jackson: gravação - Jonas Jeberg: compositor, produtor, gravação, mixagem, instrumentos, programação | - Jean Baptiste: compositor, co-produtor - Anjulie Persaud: compositor - Kuk Harrell: gravação, produtor dos vocais adicionais - Josh Gudwin: gravação - Lukasz Gottwald (Dr. Luke): compositor, produtor, instrumentos, programação - Allan Grigg (Kool Kojak): compositor, produtor, instrumentos, programação - Max Martin: compositor - Henry Walter (Cirkut): compositor, produtor, instrumentos, programação - Jon Sher: assistente de gravação - Clint Gibbs: assistente de gravação - Serban Ghenea: mixagem - John Hanes: engenheiro de mixagem - Tim Roberts: assistente de mixagem - Phil Seaford: assistente de mixagem - Brian “Big Bass” Gardner: masterinização - Irene Richter: coordenador de produção - Katie Mitzell: coordenador de produção - Bryan “Baby Birdman” Williams: produtor executivo - Ronald “Slim Tha Don” Williams: produtor executivo - Safaree “SB” Samuels: co-produtor executivo, coordenador de A&R - Cortez Bryant: co-produtor executivo - G. Roberson: co-produtor executivo - Jermaine “Mack Maine” Preyan: co-produtor executivo - Joshua Berkman: A&R da Cash Money Records - The Blueprint Group: administração - Kenny Meiselas: representação legal - Hype Williams: fotógrafo - Jahshari Wilson: designer da capa - Olivia Smith: designer de pacote - Donald Simrock: pintor corporal |

## Histórico de lançamento
| País           | Data                   | Formato                  | Editora discográfica                     |
| -------------- | ---------------------- | ------------------------ | ---------------------------------------- |
| Canadá         | 19 de novembro de 2012 | CD/DVD, download digital | Universal Music, Young Money, Cash Money |
| Estados Unidos | 19 de novembro de 2012 | CD/DVD, download digital | Universal Music, Young Money, Cash Money |
| Japão          | 19 de novembro de 2012 | CD/DVD, download digital | Republic                                 |
| Reino Unido    | 19 de novembro de 2012 | CD/DVD, download digital | Universal Island, Cash Money             |
| França         | 26 de novembro de 2012 | CD/DVD, download digital | Def Jam Recordings                       |
| Polónia        | 27 de novembro de 2012 | CD/DVD, download digital | Universal Music Polska                   |
| Espanha        | 27 de novembro de 2012 | CD/DVD, download digital | Universal Music Spain                    |
| Malásia        | 18 de dezembro de 2012 | CD/DVD, download digital | Universal Music Malaysia                 |